# Caterina de Valois i d'Anjou
Caterina de Valois i d'Anjou (francès: Catherine de France)  (Castell de Chinon, 1428 - àrea metropolitana de Brussel·les, 13 de juliol de 1446) fou una princesa de França.

## Orígens familiars
Nasqué el 1428 sent filla del rei Carles VII de França i la seva esposa Maria d'Anjou. Per línia paterna era neta del rei Carles VI de França i Elisabet de Baviera, i per línia materna del duc Lluís II d'Anjou i Violant d'Aragó. Fou germana del també rei Lluís XI de França.

## Núpcies i descendents
Es casà el 19 de maig de 1440 a Blois amb el futur duc Carles I de Borgonya, convertint-se en la seva primera esposa. D'aquesta unió no tingueren fills. En el moment de casar-se, Caterina tenia dotze anys mentre el seu espòs en tenia tan sols set. Caterina de Valois va morir a Brussel·les el 30 de juliol de 1446.